# Kłosy (województwo pomorskie)
Kłosy (kaszub. Kłosë; niem. Klössen) – wieś kaszubska w Polsce, położona w województwie pomorskim, w powiecie bytowskim, w gminie Czarna Dąbrówka.
W latach 1975–1998 wieś administracyjnie należała do województwa słupskiego.